# 3 Zimmer/Küche/Bad
3 Zimmer/Küche/Bad ist eine deutsche Komödie von Dietrich Brüggemann.

## Handlung
Der Film ist in fünf Teile gegliedert (Herbst, Winter, Frühling, Sommer, Und dann) und erzählt die verwirrende Geschichte von acht Freunden, die sich gegenseitig bei ihren Umzügen unterstützen. Während sich die einen dabei ineinander verlieben, beenden die anderen ihre Beziehungen – und umgekehrt.
Der Film beginnt mit dem Einzug von Dina und Wiebke in ihre neu gegründete Berliner WG. Michael lernt die Clique kennen, als er Maria vom falschen Umzug zum richtigen bringt.
Da Wiebke ihre alte Waschmaschine abstoßen will, meldet sich Michael als Interessent und beginnt eine kurze Beziehung mit ihr, die jedoch schnell wieder endet, weil Michael zu einem Treffen der beiden an einem Badesee auch seine drei befreundeten Kumpel einlädt, anstatt sich ausschließlich Wiebke zu widmen.
Philipps Freundin Maria beabsichtigt, in das frei gewordene Zimmer seiner WG einzuziehen. Da sich aber kurz darauf die Wohnungszusage von Thomas und Jessica zerschlägt, bleiben die beiden vorläufig weiterhin in der WG. Das wird eng. Trotzdem will Maria von Freiburg nach Berlin ziehen. Auf der Fahrt dorthin konfrontiert sie Philipp mit dessen alter Liebschaft zu Dina. Er verleugnet seine Zuneigung nicht und wird daraufhin von Maria auf einem Autobahnparkplatz zurückgelassen. Maria fährt alleine weiter und lebt die ersten Tage in Berlin notgedrungen im Laderaum des Kleintransporters, den sie zum Umzug genutzt hat.
An Heiligabend verkünden die Eltern von Philipp, Wiebke und Swantje, dass sie sich bereits vor zwanzig Jahren getrennt und nur der Kinder wegen ein heiles Familienleben vorgespielt haben. Der Vater hat schon lange eine neue Geliebte. Swantje rastet aus und fühlt sich um ihre Kindheit betrogen. Die Mutter beginnt nach der Scheidung an Halluzinationen zu leiden und kann nicht mehr allein gelassen werden.
Unterdessen beginnt Michael eine Beziehung mit Dina, was zum Konflikt mit Wiebke führt. Da Dina auf natürliche Weise verhüten will und Michael sich damit nicht abfinden kann, beginnt er eine Affäre mit Jessica, die später von Thomas verlassen wird. Dina ist bereits von Michael schwanger, als sie der Affäre mit Jessica auf die Schliche kommt. Die beiden trennen sich, kommen später jedoch reumütig wieder zusammen.
Durch die Trennung von Jessica und Thomas intensiviert sich der telefonische Kontakt von Swantje mit ihm. Da Thomas ihr jedoch kein Interesse signalisiert, ergreift Swantje selbst die Initiative, trampt kurzentschlossen von Stuttgart nach Berlin und überfällt Thomas mit einem herausfordernden Kuss.
Jessica und Michael suchen nach ihren leiblichen Vätern und müssen überrascht feststellen, dass es sich um denselben Münchner Arzt handelt, „ein Arschloch“, das seit Jahren zurückgezogen auf einer einsamen Berghütte haust und nichts mehr von seinem alten Leben und seinen Kindern wissen will.
Im Abspann sieht man alle acht Freunde auf einer Kunstausstellung. Gemeinsam betrachten sie ein riesiges Wandgemälde. Paarweise verlassen sie nach und nach das Museum. Erst dann schwenkt die Kamera auf das Gemälde: ein buntes Bildnis der Gruppe.

## Kritiken
„Mehrere junge Frauen und Männer, Freunde aus einer Berliner Studenten-Wohngemeinschaft, schlingern auf ihrer Suche nach passenden Lebens- und Liebesentwürfen durch unterschiedliche Turbulenzen. Eine optimistische, ausgesprochen unterhaltsame Cliquen-Komödie mit vorzüglichen Darstellerinnen und Darstellern, flüssigem Erzählrhythmus und klar konturierten Charakteren. Mit einer guten Portion Selbstironie, aber auch spürbarem Mitgefühl für die Schwächen der Figuren vermitteln sich atmosphärisch intensiv Lebensgefühl und Orientierungsbewegungen junger Menschen.“

„[Brüggemanns] turbulente Umzugskomödie nimmt nach einem etwas schleppenden Auftakt furios Fahrt auf und punktet mit unverbrauchten Einfällen am Fließband. [...] Es gibt sie noch, die unerzählten Geschichten – mit „3 Zimmer/ Küche/ Bad“ widmet sich Dietrich Brüggemann einem ausgefallenen Thema und nutzt die Umzugswirren als Bühne für eine starke Komödie. Dass der Film langsam startet, mitunter einige Gags verpuffen und sich die Handlungswendungen zum Schluss überschlagen, lässt sich dabei leicht verschmerzen.“

„3 Zimmer/Küche/Bad ist ein Zwitter aus inbrünstigem Feel-Bad-Feel-Good und Generationenporträt, irgendwie unentschieden, mal eitel, mal ironisch narzisstisch, aber das gehört sich so.“

„3 Zimmer/Küche/Bad nimmt ein meist lästiges Thema – Umzüge – als Grundlage und zaubert daraus ein authentisches Porträt von acht Freunden zwischen Liebesglück und Lebenschaos. Die eine oder andere Idee zwischendurch ist zwar übertrieben, dafür entschädigen witzige und rührende Szenen sowie die sympathischen Schauspieler.“

## Musik
Der Soundtrack besteht größtenteils aus Liedern des englischen Musikers Fyfe Dangerfield sowie seiner Band Guillemots. Im Abspann läuft der Song We Hate The Kids von The Indelicates. Kurz davor ist das Lied Nichts wie wir's kennen, der Hamburger Band Die Sterne zu hören. Im Film fragt Thomas, während er am Computer sitzt, sowohl Jessica als auch Swantje nach diesem Lied. Während Jessica nichts damit anfangen kann, erzählt Swantje, dass sie schon als Kind (das Lied erschien 1999 auf dem Album Wo ist hier) dazu durch das Wohnzimmer gehüpft sei und dass sie wisse, dass man bei zu häufigem Hören des Liedes anstatt „wie wir's kennen“ irgendwann „wie wir scannen“ hört.